# Aeroporto di Hastings
L'aeroporto di Hastings è un ex aeroporto regionale situato nei dintorni di Freetown.